# Paul R. Schimmel

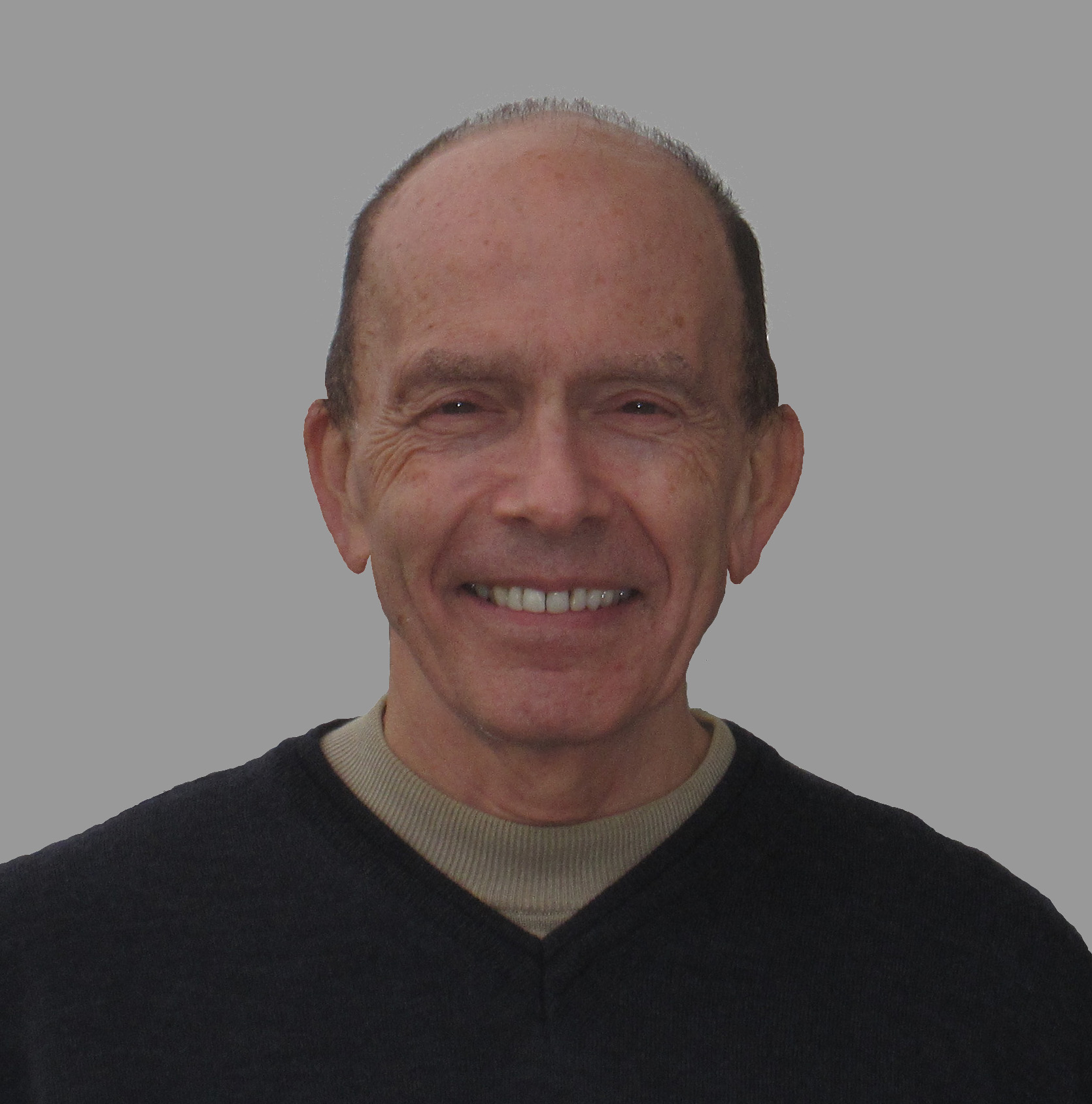
Paul R. Schimmel, 2010

Paul Reinhard Schimmel (* 4. August 1940 in Hartford, Connecticut) ist ein US-amerikanischer Biochemiker und Biophysiker.
Schimmel erwarb 1962 an der Ohio Wesleyan University einen Bachelor und studierte zunächst an der Tufts University Medizin, wechselte aber bereits nach einem Jahr an das Massachusetts Institute of Technology (MIT), wo er 1966 bei Gordon Hammes mit einer thermodynamischen Arbeit zur Enzymkinetik einen Ph.D. erwarb. Als Postdoktorand arbeitete er bei dem späteren Nobelpreisträger Paul Flory an der Stanford University. Nach einem Jahr kehrte Schimmel an das MIT zurück, wo er eine Professur für Biochemie und Biophysik innehatte, bevor er 1997 an das Scripps Research Institute wechselte. Hier ist er (Stand 2018) Professor in der Abteilung für Zell- und Molekularbiologie.
Schimmel konnte durch seine Analyse der Aminoacyl-tRNA-Synthetasen wesentlich zum Verständnis der Protein-RNA-Wechselwirkungen beitragen, die die Grundlage des universellen genetischen Codes bilden. Er zeigte, wie Merkmale in kleinen RNA-Strukturen als spezifische Aminosäuren interpretiert werden, die gelegentlich als „zweiter genetischer Code“ bezeichnet werden. Er stellte fest, dass die RNA-Struktur eine wesentliche Rolle bei der Verbesserung der Genauigkeit des genetischen Codes durch einen Fehlerkorrekturmechanismus spielt. Das Magazin Nature bezeichnete seine Entwicklung der Expressed Sequence Tags als eine der vier Schlüsselentwicklungen, die dem Humangenomprojekt zugrunde liegen.
1970 erhielt er ein Forschungsstipendium der Alfred P. Sloan Foundation (Sloan Research Fellowship). Schimmel erhielt 1978 den Pfizer Award in Enzyme Chemistry. 1987 wurde er in die American Academy of Arts and Sciences gewählt, 1990 in die National Academy of Sciences und 1999 in die American Philosophical Society.